# Rio Caselas
Caselas é um pequeno rio espanhol da Galiza que atravessa a província de Pontevedra, desembocando no Rio Minho.